# チャガルチ市場
チャガルチ市場（チャガルチいちば）は、大韓民国釜山広域市南部、中区南浦洞から西区忠武洞にかけての海岸部にある、韓国最大級の海産市場。
「チャガルチ」は砂利・小石を意味する。チャガルチ市場ビル周辺部にも露店街が発達しており、観光地となっている。

## 歴史
この付近にできた最初の市場は、1924年8月に開設された南浜市場である。しかし、この市場の「チャガルチ市場」としてのアイデンティティの起源は、朝鮮戦争の頃、釜山に集まった避難民や戦争未亡人、在外韓国人たちが、南浦洞の露店で海産物の取引や加工を行い、「チャガルチ魚貝類処理場」と呼ばれたところに求められている。 
1960年代、露店街は当局との間に摩擦も生じさせたが、1969年に露店主たちによって社団法人釜山魚貝類処理組合が結成され、海岸部の埋め立て地に1970年に3階建てのビルが建設されることで、露店群が市場として整備されるようになった。1986年1月に改築を行ったあと、2006年8月、地下2階・地上7階の現在のビルに建て替えられた。

## 交通
- 釜山交通公社1号線チャガルチ駅

## ギャラリー

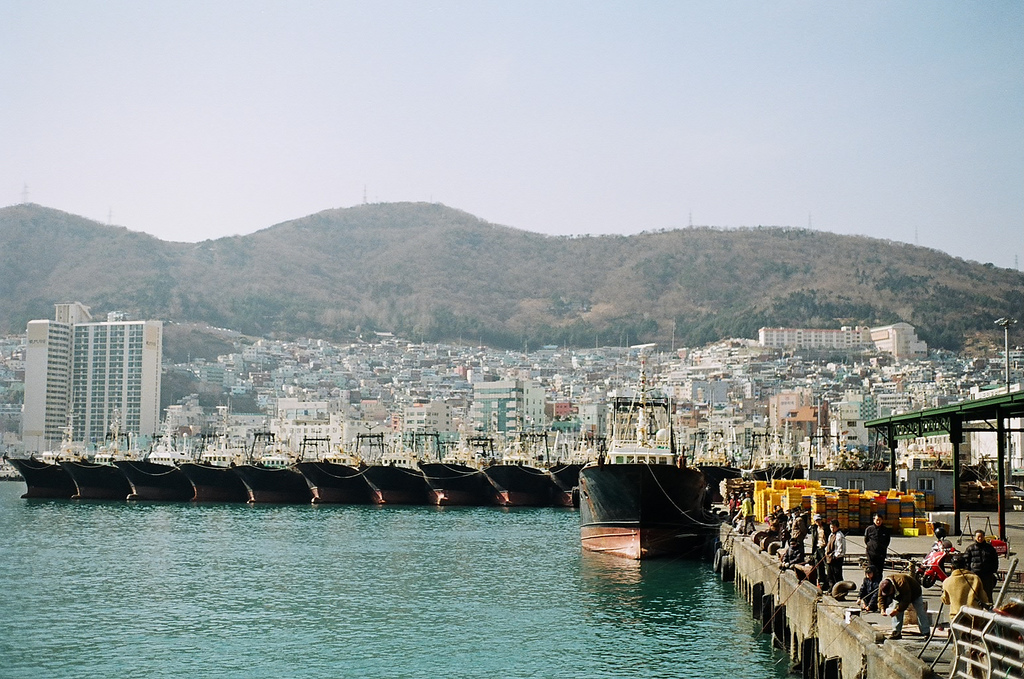
市場は海沿いに立地する
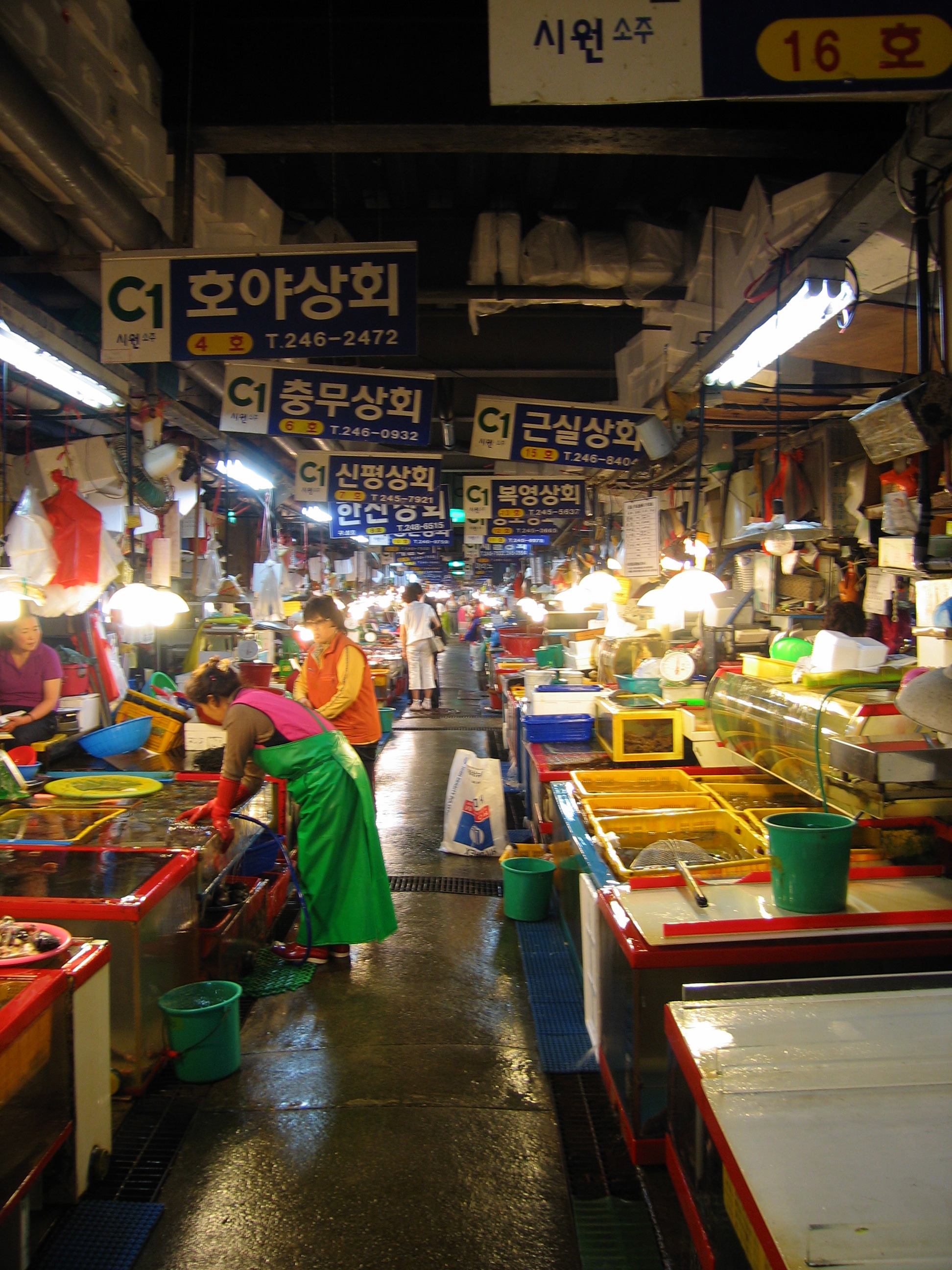
市場ビル内
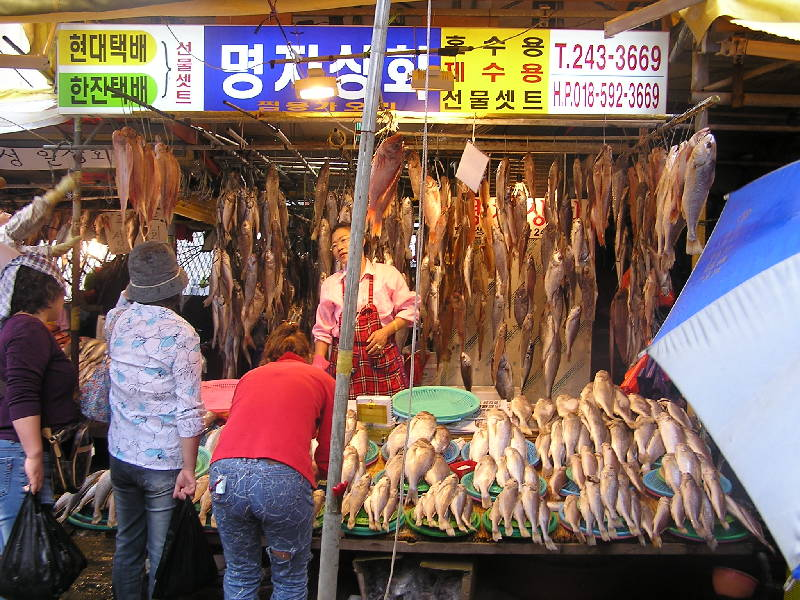
周辺の露店
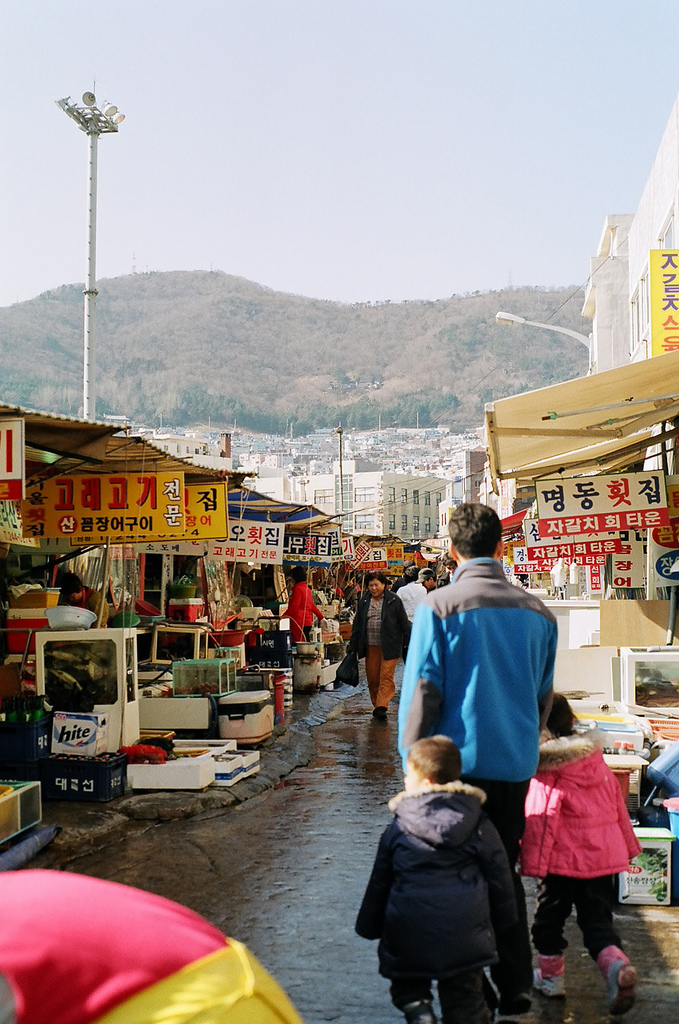
周辺にはフェ（刺身）などの屋台も展開している